# Víctor Ríos Ruiz
Víctor Ríos Ruiz (Los Ángeles, 1 de enero de 1863 - Santiago, 24 de febrero de 1951), fue un médico y político chileno.

## Primeros años de vida
Fue hijo de José Irineo Ríos y Jesús Ruiz. Estudió en la Escuela Parroquial San Miguel de Los Ángeles, en el Liceo de la misma ciudad y en el Seminario de Concepción. Cursó Medicina en la Universidad de Chile, obteniendo su título como médico cirujano (1887), con una tesis versada en "Neurosis Reflejos".

### Matrimonio e hijos
Casado en 1893 con Carmela Padilla Ortíz. Entre sus hijos se cuenta el exdiputado Mario Ríos Padilla, y a través de él su nieto es el ex parlamentario Mario Ríos.

## Vida Pública
Se dedicó por algunos años al ejercicio de su profesión y al cuidado de los intereses agrícolas familiares en la ciudad de Los Ángeles; paralelamente comenzó su obra humanitaria y científica.
Médico del Hospital San Sebastián de Los Ángeles (1887-1906). Participó del primer curso médico dictado por el Instituto Pasteur, siendo el único médico latinoamericano, Francia (1898).
Delegado de Chile al Congreso Internacional de Medicina y Cirugía celebrado en París, Francia (1900). Luego en Suiza (1901), más sobre oftalmología; allí obtuvo el título de la especialidad. Entonces, la Universidad de Chile y la Academia de Medicina, le pidieron que se quedara en Santiago, para dictar clases; pero prefirió servir en Los Ángeles.
Administrador del Hospital San Sebastián de Los Ángeles (1912-1920).
Colaboró en el "Boletín de Medicina".
Fundador del Cuerpo de Bomberos de Los Ángeles (1889). Superintendente del Cuerpo de Bomberos de Los Ángeles (1912-1918).
Perteneció y fue presidente de la Asociación de Canalistas de Laja (1924). Miembro de la Sociedad Agrícola Biobío. Miembro de la Facultad de Medicina de la Universidad de Chile. Socio del Club de La Unión.
Hijo Ilustre de la ciudad de Los Ángeles.
Explotó el Fundo Curamávida, Las Trancas y Minihue, dedicados a la industria lechera, mantequillera, trigo, chacarería, ganado vacuno, ovejuno y caballar.

## Vida política
Militante del Partido Conservador, desde 1890. Funcionario municipal de Los Ángeles (1891). Regidor de la Municipalidad de Los Ángeles (1899).
Fue Alcalde de Los Ángeles en (1902).
Diputado por Laja, Nacimiento y Mulchén (1903-1906); integró la comisión permanente de Asistencia Pública y Culto. Nuevamente elegido Diputado por Laja, Nacimiento y Mulchén (1906-1909); miembro de la comisión permanente de Higiene y Salubridad. Reelegido Diputado por Laja, Nacimiento y Mulchén (1909-1912); integrante de la comisión permanente de Gobierno Interior. Diputado por Laja, Nacimiento y Mulchén (1912-1915); formó parte de la comisión permanente de Relaciones Exteriores. Diputado por Laja, Nacimiento y Mulchén (1915-1918); figuró en la comisión permanente de Asistencia Pública y Culto.
Elector de Presidente de la República (1920).
Tras el movimiento militar de Luis Altamirano que derrocó la presidencia de Arturo Alessandri Palma, el 11 de septiembre de 1924, se suspenden las actividades políticas. Ríos se retira de la vida pública para dedicarse a la medicina y la agricultura, dejando definitivamente de lado su participación activa en la política, aunque mantiene su militancia en el Partido Conservador.